# Operação Dias de Penitência
Operação Dias de Penitência (em hebraico:  מבצע ימי תשובה), também conhecida como Operação Dias de Arrependimento, foi lançada em 2004 pelas Forças de Defesa de Israel  no norte da Faixa de Gaza. A operação durou entre 29 de setembro e 16 de outubro de 2004. Cerca de 130 palestinos e um israelense foram mortos.
A operação, focada na cidade de Beit Hanoun e nos campos de refugiados de Beit Lahia e Jabalia, que teriam sido usados como locais de lançamento de foguetes Qassam na cidade israelense de Sderot e assentamentos israelenses na Faixa de Gaza, e em particular em resposta à morte de duas crianças em Sderot. O nome da operação corresponde ao nome hebraico para a temporada de Grandes Feriados durante a qual a operação foi realizada.

## Histórico
Após a morte de duas crianças israelenses por um foguete Qassam lançado por militantes palestinos, Israel lançou uma grande invasão militar no norte da Faixa de Gaza, com foco nas cidades de Beit Hanoun e Beit Lahia e no campo de refugiados de Jabaliya. O objetivo declarado da operação, de codinome "Dias de Penitência" pela Força de Defesa de Israel, era impedir que os palestinos lançassem foguetes e morteiros em assentamentos israelenses em Gaza e na cidade de Sderot em Israel.
Durante este ataque de 17 dias, os militares israelenses mataram cerca de 130 palestinos; demoliram pelo menos 85 casas e danificaram centenas de outras; danificaram instalações públicas, incluindo escolas, infantários e mesquitas, e destruíram terras agrícolas. De acordo com soldados israelenses, muitos dos edifícios que foram demolidos foram usados por militantes palestinos como cobertura para o lançamento de foguetes Qassam e para disparar mísseis antitanque.
Durante as deliberações do Conselho de Segurança da ONU sobre censurar Israel por este ataque militar, Israel acusou a Agência das Nações Unidas de Assistência aos Refugiados da Palestina no Próximo Oriente (UNRWA) de cumplicidade nos ataques palestinos ao permitir que seus veículos transportassem foguetes. O governo israelense divulgou um vídeo alegando que mostrava foguetes sendo carregados na ambulância da UNRWA. A UNRWA negou a acusação e exigiu um pedido de desculpas afirmando que o objeto era uma maca, não um foguete (a pessoa no vídeo estava carregando o objeto leve com apenas uma mão). Em 6 de outubro, Israel retirou a acusação.
O ataque resultou em uma proposta de resolução do Conselho de Segurança das Nações Unidas condenando a ação israelense, pedindo a retirada israelense e o respeito aos direitos humanos dos palestinos. A resolução foi vetada pelos Estados Unidos em 5 de outubro, que a criticou por ignorar o terrorismo contra israelenses.
Em 17 de outubro, os militares israelenses anunciaram que suas tropas se retiraram do campo de refugiados de Jabalia e de outras áreas povoadas e se realocaram para posições próximas e proclamaram o ataque um sucesso, com um aviso de que as tropas retornariam se os ataques com foguetes fossem retomados.
Ambos os lados reivindicaram vitória na operação.
O capitão Jacob Dallal, porta-voz das Forças de Defesa de Israel, aclamou o sucesso da operação: "Nós realmente prejudicamos a capacidade de atirar Qassams de Jabalya. Engajamos muitas células e agora há menos membros do Hamas para atirar foguetes". "Nós demos um duro golpe em toda a infraestrutura do Hamas em Jabalia." 
O Palestine Information Center publicou uma declaração do porta-voz do Hamas Ismail Hanneya que afirmou que o problema não estava na resistência ou nos mísseis Qassam, mas sim no que o Hamas vê como a ocupação israelense de terras palestinas: "O Hamas obteve uma vitória sobre o inimigo sionista... os golpes da resistência e a firmeza do povo fizeram com que as forças de ocupação se retirassem sem atingir nenhum de seus objetivos."

## Alegações de crimes de guerra israelenses
Em 2005 e 2006, o Adalah solicitou ao Procurador-Geral Militar que iniciasse uma investigação criminal sobre eventos que ocorreram durante a Operação Arco-Íris. Em 2007, também para a Operação Dias de Penitência. Todos os pedidos foram negados. Em 15 de abril de 2007, o Adalah, o Centro Palestino para os Direitos Humanos e o Al-Haq entraram com uma petição, na qual pediram ao Tribunal Superior de Justiça de Israel que ordenasse uma investigação criminal, referindo-se a muitas organizações locais e internacionais que acusaram Israel de cometer crimes de guerra. Não antes de dois anos depois, em 6 de maio de 2009, o Tribunal realizou uma audiência. Mais 1,5 anos depois, em 8 de dezembro de 2011, o Tribunal rejeitou a petição porque, de acordo com os juízes israelenses, o pedido era muito tardio e muito inespecífico, o objetivo das operações era justificado e uma investigação criminal não era a ferramenta mais apropriada.